# Cerinah Nebanda
Cerinah Nebanda, née en 1988, est une membre du parlement de l'Ouganda, représentante le groupe des femmes du district de Butaleja. Sa mort à l'âge de 24 ans, en décembre 2012, a déclenché une controverse politique.

## Décès et enquête
Le rapport d'autopsie d'un chimiste du gouvernement révèle que de la cocaïne, de l'héroïne, de l'alcool et plusieurs autres produits chimiques avaient été trouvés dans des échantillons de sang, de tractus intestinal et de tissus de Nebanda. Lors des funérailles de Nebanda, cependant, la présidente Rebecca Kadaga a rejeté ce rapport. Le président ougandais, Yoweri Museveni, a démenti que le Mouvement de résistance nationale, le parti politique auquel Nebanda et lui appartenait, soit à l'origine de sa mort.
Le journal The Observer a rapporté que certains membres du parlement ougandais pensent que Nebanda a été empoisonné car elle critiquait le gouvernement et que l'Etat « arrêtait toute personne soupçonnée de propager cette ligne ». Parmi les personnes arrêtées se trouvaient deux députés, dont Mohamed Nsereko.
Plus tôt, le journal The Daily Monitor avait rapporté qu'un pathologiste que la famille de Nebanda avait demandé d'examiner ses échantillons avait été arrêté alors qu'il était en route pour effectuer des tests en Afrique du Sud.
Le 2 janvier 2013, la police a annoncé qu'elle avait ouvert une enquête sur la mort de Nebanda et l'a liée à ce qu'ils ont appelé « un syndicat de stupéfiants opérant dans plusieurs pays, notamment en Ouganda, au Pakistan et au Soudan du Sud ». Le 4 janvier, le petit ami de Nebanda, Adam Suleiman Kalungi, a été arrêté au Kenya et extradé en Ouganda pour y être interrogé par la police . En juillet 2014, il a été acquitté des accusations criminelles liées à sa mort .